# Porte-avions sous-marin

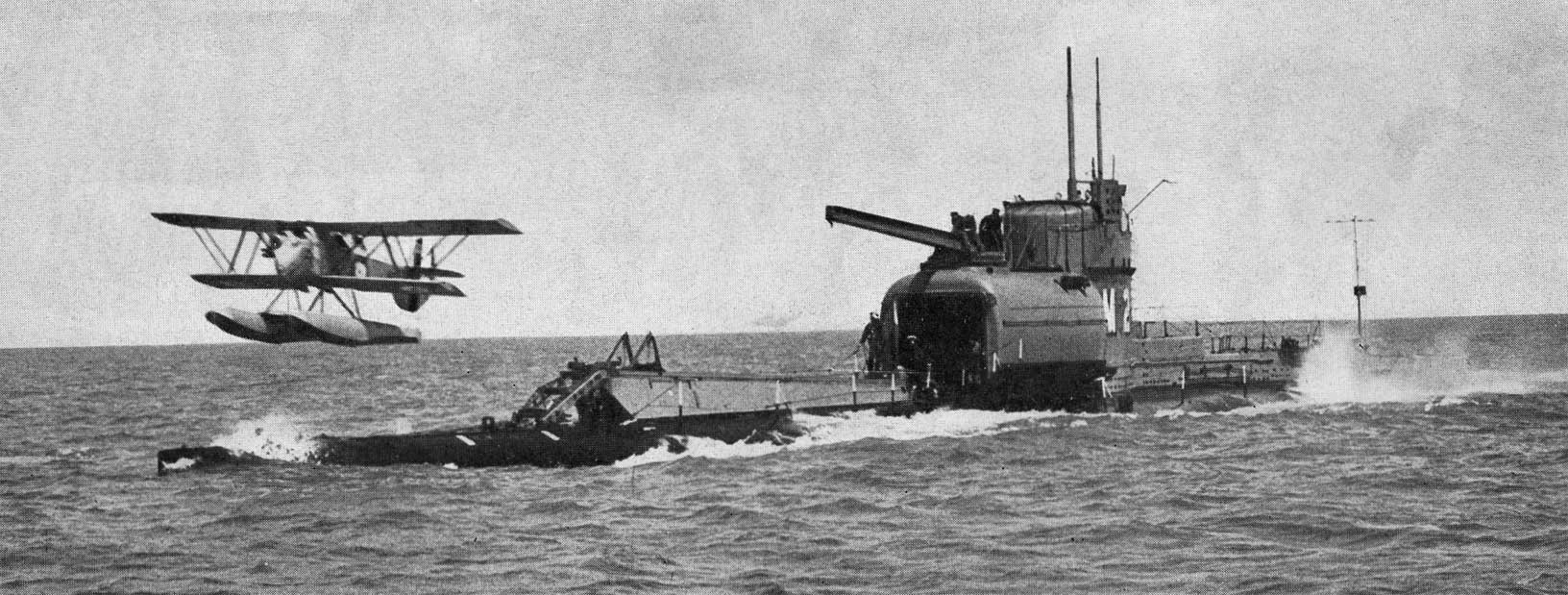
Le lance un hydravion Parnall Peto.

Un porte-avions sous-marin est un type de sous-marin équipé avec des avions à voilure fixe (hydravion) pour des missions d'observation, voire d'attaque. 
Le premier modèle de ce type de sous-marin est le HMS M2 de la Royal Navy transformé, comme tel en 1925. 
Ces sous-marins ont notamment été utilisés au cours la Seconde Guerre mondiale, bien que leurs résultats opérationnels sont restés assez faibles. Les plus célèbres d'entre eux étaient sans doute les sous-marins japonais de classe I-400 et le sous-marin français Surcouf.